# Sara Moreira
Sara Moreira (Santo Tirso, 17 ottobre 1985) è una mezzofondista e siepista portoghese.

## Progressione

### 1500 metri piani outdoor
| Stagione | Risultato | Luogo      | Data      | Rank. Mond. |
| -------- | --------- | ---------- | --------- | ----------- |
| 2012     | 4'13"01   | Lisbona    | 7-7-2012  |             |
| 2011     | 4'07"29   | Barcellona | 22-7-2011 |             |
| 2010     | 4'07"11   | Barcellona | 9-7-2010  |             |
| 2009     | 4'12"94   | Leiria     | 21-6-2009 |             |
| 2008     | 4'13"32   | Huelva     | 13-6-2008 |             |

### 3000 metri piani outdoor
| Stagione | Risultato | Luogo   | Data      | Rank. Mond. |
| -------- | --------- | ------- | --------- | ----------- |
| 2010     | 8'42"69   | Huelva  | 9-6-2010  |             |
| 2007     | 9'19"11   | Lisbona | 12-5-2007 |             |

### 5000 metri piani outdoor
| Stagione | Risultato | Luogo      | Data     | Rank. Mond. |
| -------- | --------- | ---------- | -------- | ----------- |
| 2012     | 15'08"33  | Watford    | 9-6-2012 |             |
| 2011     | 15'11"97  | Oslo       | 9-6-2011 |             |
| 2010     | 14'54"71  | Barcellona | 1-8-2010 |             |
| 2009     | 14'58"11  | Oslo       | 3-7-2009 |             |

### 10000 metri piani outdoor
| Stagione | Risultato | Luogo     | Data     | Rank. Mond. |
| -------- | --------- | --------- | -------- | ----------- |
| 2012     | 31'16"44  | Londra    | 3-8-2012 |             |
| 2011     | 31'39"11  | Oslo      | 4-6-2011 |             |
| 2010     | 31'26"55  | Marsiglia | 5-6-2010 |             |

### Mezza maratona
| Stagione | Risultato | Luogo    | Data       | Rank. Mond. |
| -------- | --------- | -------- | ---------- | ----------- |
| 2012     | 1h11'03"  | New York | 17-3-2012  |             |
| 2011     | 1h10'55"  | Douro    | 20-5-2011  |             |
| 2009     | 1h13'46"  | Porto    | 18-10-2009 |             |
| 2007     | 1h14'44"  | Ovar     | 5-10-2007  |             |

### 3000 metri siepi outdoor
| Stagione | Risultato | Luogo     | Data      | Rank. Mond. |
| -------- | --------- | --------- | --------- | ----------- |
| 2011     | 9'35"11   | Stoccolma | 18-6-2011 |             |
| 2009     | 9'28"64   | Berlino   | 15-8-2009 |             |
| 2008     | 9'34"30   | Neerpelt  | 31-5-2008 |             |
| 2007     | 9'42"47   | Debrecen  | 15-7-2007 |             |
| 2005     | 10'27"72  | Lisbona   | 23-7-2005 |             |

### 1500 metri piani indoor
| Stagione | Risultato | Luogo  | Data      | Rank. Mond. |
| -------- | --------- | ------ | --------- | ----------- |
| 2013     | 4'13"49   | Pombal | 16-2-2013 |             |
| 2011     | 4'10"65   | Parigi | 4-3-2011  |             |
| 2009     | 4'16"28   | Pombal | 28-2-2009 |             |

### 3000 metri piani indoor
| Stagione | Risultato | Luogo     | Data      | Rank. Mond. |
| -------- | --------- | --------- | --------- | ----------- |
| 2013     | 8'52"48   | Eaubonne  | 7-2-2013  |             |
| 2011     | 8'44"22   | Karlsruhe | 13-2-2011 |             |
| 2010     | 8'53"24   | Espinho   | 28-2-2010 |             |
| 2009     | 8'48"18   | Torino    | 8-3-2009  |             |
| 2008     | 9'09"41   | Pombal    | 23-2-2008 |             |

## Palmarès
| Anno | Manifestazione      | Sede           | Evento           | Risultato | Prestazione | Note |
| ---- | ------------------- | -------------- | ---------------- | --------- | ----------- | ---- |
| 2007 | Europei under 23    | Debrecen       | 3000 m siepi     | Bronzo    | 9'42"47     |      |
| 2007 | Mondiali            | Osaka          | 3000 m siepi     | 13ª       | 10'00"40    |      |
| 2008 | Mondiali cross      | Edimburgo      | Gara individuale | 50ª       |             |      |
| 2008 | Olimpiadi           | Pechino        | 3000 m siepi     | Batteria  | 9'34"39     |      |
| 2009 | Europei indoor      | Torino         | 3000 m piani     | Argento   | 8'48"18     |      |
| 2009 | Mondiali cross      | Amman          | Gara individuale | 16ª       |             |      |
| 2009 | Mondiali cross      | Amman          | Gara a squadre   | Bronzo    |             |      |
| 2009 | Europeo per nazioni | Leiria         | 1500 m piani     | 7ª        |             |      |
| 2009 | Europeo per nazioni | Leiria         | 3000 m siepi     | 4ª        |             |      |
| 2009 | Universiade         | Belgrado       | 3000 m siepi     | Oro       | 9'32"62     |      |
| 2009 | Universiade         | Belgrado       | 5000 m piani     | Oro       | 15'32"78    |      |
| 2009 | Mondiali            | Berlino        | 3000 m siepi     | Batteria  | 9'28"64     |      |
| 2009 | Mondiali            | Berlino        | 5000 m piani     | 10ª       | 15'12"22    |      |
| 2009 | Europei cross       | Dublino        | Gara individuale | 10ª       |             |      |
| 2009 | Europei cross       | Dublino        | Gara a squadre   | Oro       |             |      |
| 2010 | Mondiali indoor     | Doha           | 3000 m piani     | 6ª        | 8'55"34     |      |
| 2010 | Mondiali cross      | Bydgoszcz      | Gara individuale | 27ª       |             |      |
| 2010 | Europei             | Barcellona     | 5000 m piani     | Argento   | 14'54"71    |      |
| 2010 | Europei             | Barcellona     | 10000 m piani    | Finale    | dnf         |      |
| 2010 | Europei cross       | Albufeira      | Gara individuale | 9ª        |             |      |
| 2010 | Europei cross       | Albufeira      | Gara a squadre   | Oro       |             |      |
| 2011 | Europei indoor      | Parigi         | 1500 m piani     | 7ª        | 4'16"67     |      |
| 2011 | Universiade         | Shenzhen       | 5000 m piani     | Argento   | 15'45"83    |      |
| 2011 | Mondiali            | Taegu          | 3000 m siepi     | dq        | dq          |      |
| 2012 | Europei             | Helsinki       | 5000 m piani     | Bronzo    | 15'12"05    |      |
| 2012 | Olimpiadi           | Londra         | 10000 m piani    | 14ª       | 31'16"44    |      |
| 2013 | Europei indoor      | Göteborg       | 3000 m piani     | Oro       | 8'58"50     |      |
| 2014 | Europei             | Zurigo         | 5000 m piani     | 6ª        | 15'38"13    |      |
| 2014 | Europei             | Zurigo         | 10000 m piani    | 5ª        | 32'30"12    |      |
| 2015 | Mondiali            | Pechino        | 10000 m piani    | 12ª       | 32'06"14    |      |
| 2016 | Europei             | Amsterdam      | 10000 m piani    | dnf       | dnf         |      |
| 2016 | Europei             | Amsterdam      | Mezza maratona   | Oro       | 1h10'19"    |      |
| 2016 | Giochi olimpici     | Rio de Janeiro | Maratona         | dnf       | dnf         |      |
| 2018 | Europei             | Berlino        | 10000 m piani    | dnf       | dnf         |      |
| 2021 | Giochi olimpici     | Tokyo          | Maratona         | dnf       | dnf         |      |
| 2022 | Europei             | Monaco         | Maratona         | dnf       | dnf         |      |